# Geschützter Landschaftsbestandteil Erlbach und Zuflüsse mit Ufergehölzen
Der Geschützte Landschaftsbestandteil Erlbach und Zuflüsse mit Ufergehölzen mit 4,17 ha Flächengröße liegt südöstlich Holzen im Stadtgebiet von Arnsberg im Hochsauerlandkreis. Die Fläche wurde 1998 mit dem Landschaftsplan Arnsberg durch den Kreistag des Hochsauerlandkreises als Geschützter Landschaftsbestandteil (LB) ausgewiesen. Er trug ab 1998 den Namen LB Erlbach mit Ufergehölzen und hatte eine Flächengröße von 1,39 ha. 2021 wurde das LB bei der Neuaufstellung des Landschaftsplans mit neuem Namen und deutlich vergrößert erneut ausgewiesen.

## Beschreibung
Beim LB handelt es sich um den naturnahen des Erlbach und seiner Nebengewässer mit bachbegleitende Erlenwälder und Erlenbruchwald auf. Der Landschaftsplan führt zu LB aus: „Das Mosaik aus naturnahen Bachläufen, Erlen-Feuchtwäldern als in der Region relativ selten vorkommendem Lebensraum und strukturreichem Eichen-Mischwald mit eingestreutem Nadelgehölzen machen den besonderen Wert dieses Biotops aus.“
Als zusätzliche Entwicklungsmaßnahme wurde festgesetzt, die Nadelgehölze im LB zu entfernen.

## Schutzgrund, Verbote und Gebote
Der Geschützte Landschaftsbestandteile haben laut Landschaftsplan eine besondere Funktion für die Gliederung und Belebung des Landschaftsbildes bzw. des umgebenden Offenlandes. Es kommt solchen Objekten in der Regel eine erhöhte Bedeutung als Bruthabitat für Hecken- und Gebüschbrüter zu. Laut Landschaftsplan sind Geschützte Landschaftsbestandteile im Plangebiet durch seinen eigenständigen Charakter deutlich von der sie umgebenden „normalen“ Wald- und Feld-Landschaft zu unterscheiden.
Wie bei allen LB ist es verboten diese zu beschädigen, auszureißen, auszugraben oder Teile davon abzutrennen oder auf andere Weise in seinem Wachstum oder Erscheinungsbild zu beeinträchtigen. Unberührt ist jedoch die ordnungsgemäße Pflege eines LB.
Das LB soll laut Landschaftsplan „durch geeignete Pflegemaßnahmen erhalten werden, solange der dafür erforderliche Aufwand in Abwägung mit ihrer jeweiligen Bedeutung für Natur und Landschaft gerechtfertigt ist.“